# West Atlantic UK
West Atlantic UK – brytyjskie linie lotnicze cargo z siedzibą w Coventry. Wykonują loty planowe i doraźne głównie na terenie Europy i przez Atlantyk. Specjalizują się w przewozie materiałów niebezpiecznych i radioaktywnych. Należy do hiszpańskiej grupy LUSAT AIR S.L. skupiającej europejskich przewoźników cargo. 

## Historia
Linie powstały 25 stycznia 1994 pod nazwą Atlantic Cargo jako część Air Atlantique Group of Companies. Od roku 2001 linie działają niezależnie pod nazwą Atlantic Airlines Limited. W 2006 Atlantic złożyły pierwsze zamówienie na samoloty, było to 5 BAe ATP w wersji cargo. Rok później podpisały porozumienie z BAE Systems Regional Aircraft, na mocy którego wzięły w leasing kolejnych 6 BAe ATP, zwiększając ich liczbę we flocie do 11.
W październiku 2008 Atlantic Airways ogłosiły połączenie ze szwedzkimi West Air Europe, w wyniku czego powstały West Atlantic z siedzibą w Göteborgu.
8 grudnia 2009 główna baza Atlantic Airways na lotnisku w Coventry została zamknięta z powodów finansowych, co zmusiło linie do zawieszenia wszystkich lotów z i do bazy. Linie przeniosły wszystkie swoje połączenia do Birmingham.
W 2011 Atlantic Airways wróciły na lotnisko w Coventry, po jego ponownym otwarciu.
We wrześniu 2013 linia zmieniła nazwę i logo, realizując operacje lotnicze jako West Atlantic UK.

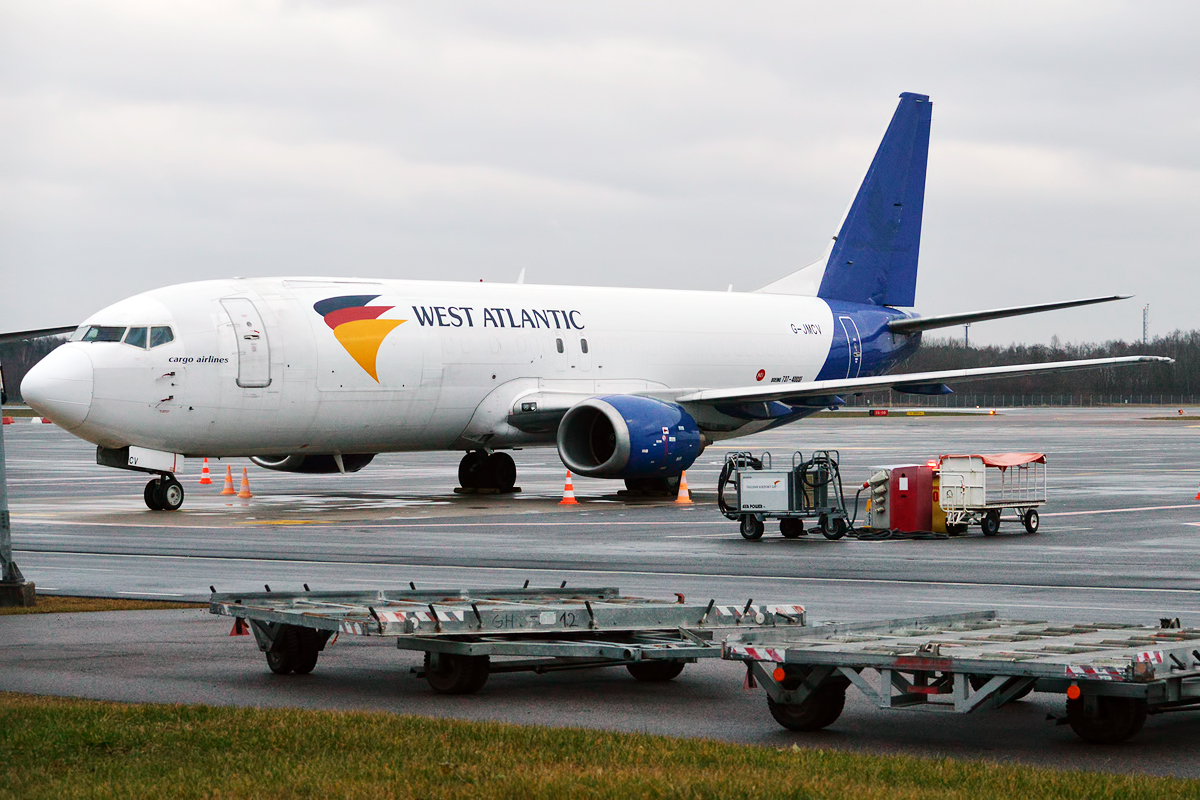
Boeing 737-400 w porcie lotniczym w Tallinie

## Flota
Według stanu na maj 2025 flota West Atlantic UK składała się z 11 samolotów o średnim wieku 30,4 lat:
| Samolot        | Samolot | Samolot   | Uwagi |
| Model          | Aktywne | Zamówione | Uwagi |
| -------------- | ------- | --------- | ----- |
| ATR 72         | 2       | -         |       |
| Boeing 737-300 | 1       | -         |       |
| Boeing 737-400 | 5       | -         |       |
| Boeing 737-800 | 3       | -         |       |
| Łącznie        | 11      | 0         |       |